# 周良卿
周良卿（？—？），字雲峰，贵州都勻人，清朝政治人物、進士出身。
嘉庆二十三年（1818年）戊寅恩科貴州鄉試第一名舉人（解元），道光三年（1822年）癸未科進士，二甲九十九名，選翰林院庶吉士，散館改直隸新城縣（今高碑店市）知縣。